# La adoración del becerro de oro
La adoración del becerro de oro es un cuadro por Nicolas Poussin, pintado entre 1633 y 1634. Representa la adoración del becerro de oro por los israelitas, del capítulo XXXII del Éxodo. Fue pintado como parte de un par de cuadros (el otro es El paso del Mar Rojo) encargado por Amadeo dal Pozzo, Marchese di Voghera de Turin, un primo de Cassiano dal Pozzo, el patrocinado principal de Poussin en Roma. Para 1685 el par había pasado al Chevalier de Lorraine y en 1710 Benigne de Ragois de Bretonvillers los compró. En 1741 fueron comprado por Jacob Bouverie, cuyo hijo William se convirtió en el primer Conde de Radnor. Los Condes de Radnor tuvieron el par hasta 1945, cuando se separó para primera vez y la National Gallery de Londres compró La adoración del becerro de oro por £10.000, la mitad del cual fue contribuido por el Fondo de las Colecciones de Arte Nacionales,. (El paso del Mar Rojo fue comprado en la misma venta por la National Gallery de Victoria.)
Ahora cuelga en la habitación 19 de la National Gallery, y el 17 de julio de 2011 el cuadro, junto con La adoración de los pastores por Poussin, fue estropeado por la pintura con spray rojo.